# Villa González
Villa González è un comune della Repubblica Dominicana di 33.573 abitanti, situato nella Provincia di Santiago. Comprende, oltre al capoluogo, due distretti municipali: El Limón e Palmar Arriba.